# Mimosa moreliensis
Mimosa moreliensis là một loài thực vật có hoa trong họ Đậu. Loài này được (Britton & Rose) Bullock miêu tả khoa học đầu tiên.